# Khudanki
Khudanki (en rus: Худанки) és un poble de l'óblast de Leningrad, a Rússia, que el 2017 tenia vuit habitants. Fou fundat com un assentament suec amb el nom de Gudneskby.